# Japonia hispida
Japonia hispida é uma espécie de gastrópode da família Cyclophoridae.
É endémica de Japão.